# Milos Degenek
Miloš Degenek, född 28 april 1994 i Knin, är en australisk fotbollsspelare som spelar för Röda stjärnan.

## Landslagskarriär
Degenek debuterade för Australiens landslag den 27 maj 2016 i en 2–1-förlust mot England, där han blev inbytt i den 74:e minuten mot Josh Risdon. I maj 2018 blev Degenek uttagen i Australiens trupp till fotbolls-VM 2018.